# فوتبال در گرجستان
فوتبال یکی از پرطرفدارترین ورزش‌ها در گرجستان است. فوتبال در این کشور توسط فدراسیون فوتبال گرجستان اداره می‌شود. این نهاد تیم‌های ملی مردان، زنان و فوتسال را در این کشور سازماندهی می‌کند.